# نقدي سفلي
نقدي سفلي هي قرية في مقاطعة مشكين شهر، إيران. عدد سكان هذه القرية هو 166 في سنة 2006.